# 夸特鲁蓬蒂斯
夸特鲁蓬蒂斯是巴西巴拉那州的一个市镇。总面积114.393平方公里，总人口3789人，人口密度33.1人/平方公里。